# 安比温泉
安比温泉（あっぴおんせん）は、岩手県八幡平市（旧国陸奥国）にある温泉。
本来の安比温泉は八幡平への安比高原側からの登山道から入ったところにある野湯であるが、近年は安比高原に開発された温泉街も指す場合が増えている（安比山麓温泉と言われていた）。本項では両方とも記載する。

## 泉質
- 野湯の源泉 - 硫黄泉
- 温泉街の源泉 - 単純温泉,　源泉温度53℃

## 野湯
野湯は入浴施設は湯船のみである。湯船は有志により整備されているが、経年劣化などにより朽ちていることもある。また、常に快適に入浴できる状態とは限らず、到着して入浴可能な状態にするまで整備を要することもある。
秋田縣立大舘中學校(秋田県立大館鳳鳴高等学校)の教師である斎藤敬三は新築直後と崩壊後の安比温泉を訪ね、その記録を『随想 山と旅』に記述している。1932年(昭和7年)に単独で八幡平を訪れた斎藤は、八幡沼の近くで休憩していると、50歳程度の小柄な男と話しかけられた。斎藤は男から下山ルートを聞き、安比温泉の経営者であることを打ち明けられ、同行を勧められる。斎藤は同意し源太森に登ってから、新築で2階建ての安比温泉に到着した。実に澄んだ天然温泉に入ると、20歳程度の赤ちゃんを連れた若い女性と一緒の混浴になった。鮮烈な印象を残しつつ、それから1時間ほど宿の主人と会話したあと宿を後にした。2度目の訪問は戦後の1947年(昭和22年)大舘中學校山岳部の引率として、岩手山や八幡平に登った後に、蒸ノ湯温泉を通って下山するグループと別れ、安比温泉に向かった。登山道にはササが繁茂し、沢は豪雨の後が酷く道がはっきりしない。夕闇迫る中でなんとか安比温泉についたときには、服はずぶ濡れでぼろぼろになっていた。その時、安比温泉は客舎が潰れて、屋根の合掌だけが残されていた。そこで彼は偶然別グループでたき火をしていた顔見知りの大舘中學校生に出会い、服装の乱れを笑われながら服を着たまま、ずぶ濡れの服装のまま温泉に入った。この倒壊した建物は安比温泉深山荘である。1950年の資料によれば「安比川の上流、河岸近くに湧出する硫黄泉で往時の施設は今は破壊して宿舎はない」とし「復旧が望まれる」としている。
1961年から1962年にかけ、安代町は観光開発のために町費45万円をかけて、ボーリングをして45℃の温泉がわき利用に期待が持たれるようになった。しかし、成功したとまでには至っていない。
この温泉は1932年(昭和7年)に開業し、茶臼岳の中腹にあった安比鉱山が管理していたが、鉱山の閉鎖により放置されたままになっていた。この幻の温泉を知った安比高原のペンションのオーナーたちが、1986年に復元作業に取り組んだ。毎年、土砂などを取り除き手入れをおこなっている。
旅チャンネルの「野天湯へGo!」の第7回放送で山田べにこが訪れた。

## 温泉街
安比高原スキー場の麓に温泉街が広がる。日帰り入浴施設は2軒、APPI温泉パティオとあずみの湯が存在する。但し、スキーリゾート開発の一環として開発された温泉であり、温泉街としての雰囲気は乏しい。
町営の日帰り入浴施設あずみの湯が出来たのは1993年12月22日である。

## アクセス
温泉街まではJR花輪線安比高原駅より車で約5分。
野湯へは、安比高原駅から車で11分の安比高原ブナ林ぶなの駅より、赤川林道をさらに進み、赤川林道の終点から、安比歩道（登山道）を徒歩で進み、安比岳・茶臼岳コース分岐点を安比温泉側へ直進する。途中、水深は浅いが沢渡りが必要。登山道は約3km、45分程度（標高差120m）。